# Colony 5
Colony 5 je švédská futurepop/synthpopová hudební skupina, která vznikla v březnu roku 1999. Původně šlo čistě jen o hobby dvou zakládajících členů P-O Svenssona a Magnuse Löfdahla, které však brzy vyústilo v úspěch na evropské scéně synthezátorové hudby.
Jejich hudební styl se postupně změnil s tím, jak se v kapele střídali různí muzikanti. Zpočátku šlo spíše o synthpop inspirovaný slavnými Depeche Mode. Časem rytmus zrychlil, zrázněl, melodie se staly chytlavějšími a hudba tak dostala daleko více tanečních prvků. Dnes se dají považovat za typické zástupce stylu zvaný future-pop.
Na svých turné procestovali téměř celou Evropu. Navštívili Německo, Belgii, Holandsko, Švýcarsko, Dánsko, Českou republiku (2005), Norsko, Polsko, Estonsko, Rusko a mimo Evropu i Mexiko.
Po vystoupení na hudební soutěži Quest for Fame, kde se umístili na druhém místě a byli nominování na pozici Nejlepší nováček na Scandinavian Alternative Music Awards 2005., začali nahrávat své první EP Colony 5, a své první řadové album Lifeline. Poté vydali druhý singl „Follow Your Heart“, v roce 2003 singl „Black,“ a album Structures. V letech 2004 a 2005 jeli turné po střední a východní Evropě. V roce 2005 vydali album Colonisation, na kterém jsou všechny jejich singly a navíc několik nových písniček, které se poté objevily na albu Fixed. Za velký úspěch se dá považovat to, že vyhráli Scandinavian Alternative Music Awards 2006 jakožto nejlepší kapela a jejich song Plastic World se stal v této soutěži nejlepší písničkou roku 2006.

## Členové
- P-O Svensson (1999-)
- Magnus Löfdahl (1999-2001)
- Johan Nilsson (2001-2003)
- Magnus Kalnins (2002-)

## Diskografie
- Colony5 - EP - 2001
- Lifeline - CD - 2001
- Follow Your Heart - single - 2002
- Black - single - 2003
- Structures - CD - 2003
- Colonisation - CD - 2004
- Plastic World - Single - 2005
- FIXED - CD - 2005
- ReFixed - CD - 2005 (FIXED remixed by Amplifier)